# Palpomyia rossica
Palpomyia rossica är en tvåvingeart som beskrevs av Remm 1965. Palpomyia rossica ingår i släktet Palpomyia och familjen svidknott. Inga underarter finns listade i Catalogue of Life.